# Takada Osamu
Osamu Takada (sinh ngày 28 tháng 7 năm 1970) là một cầu thủ bóng đá người Nhật Bản.

## Sự nghiệp câu lạc bộ
Osamu Takada đã từng chơi cho Verdy Kawasaki và Shimizu S-Pulse.